# Санто-Доминго-Теуантепек (муниципалитет)
Санто-Доминго-Теуантепек (исп. Santo Domingo Tehuantepec) — муниципалитет в Мексике, входит в штат Оахака. Население — 55 163 человека (на 2005 год).
Центр — город Санто-Доминго-Теуантепек.